# Virus de Nipah
Henipavirus nipahense
Cet article concerne le virus. Pour la maladie provoquée par ce virus, voir Infection à virus Nipah.
Espèce
Synonymes
- Nipah henipavirus (ICTV, 2016)
- Nipah virus (ICTV, 2002)

Classification phylogénétique
- Espèce : henipavirus Nipah[3]
  - Virus Nipah

Le virus de Nipah ou virus Nipah, nom scientifique Henipavirus nipahense, tire son nom du village de Nipah en Malaisie, où il a été identifié la première fois. C'est l'agent infectieux qui, chez l'humain, provoque l'infection à virus Nipah, maladie respiratoire et neurologique grave présentant un taux de mortalité pour les personnes infectées variant de 40 % à 75 % selon les épidémies.
Il s'agit d'un virus à ARN monocaténaire de polarité négative (groupe V de la classification Baltimore) et à génome non segmenté, appartenant à la famille des Paramyxoviridae, genre Henipavirus. Son hôte naturel est la roussette, notamment les espèce présentes en Océanie, en Asie du Sud-Est, en Asie du Sud et en Afrique subsaharienne.
Ce virus a été découvert pour la première fois en 1998. Le virus refait surface en 2023 en Inde où le bilan serait de 6 cas dont deux morts. À la suite de cela, l'Inde a pris des mesures drastiques comme le fait de fermer plusieurs écoles, l'obligation du port du masque par le corps médical et déclarer des zones « contaminées ».

## Description
Le génome du virus Nipah est constitué de 18,2 kilobases codant six protéines structurelles. Comme c'est la règle chez les paramyxovirus, le nombre de nucléotides dans ce génome est un multiple de six, ce qu'on appelle « la règle de six ». Un écart par rapport à cette règle, par mutation génétique ou formation d'un génome incomplet, rend inefficace la multiplication du virus, vraisemblablement du fait de contraintes structurelles dues à l'interaction entre l'ARN et la nucléoprotéine N du virus.
Le virus Nipah est entouré d'une enveloppe virale formée d'une bicouche lipidique recouvrant des protéines de matrice notées M. La surface du virus présente des glycoprotéines G assurant l'adhérence (attachment en anglais) du virus sur la cellule hôte, en particulier sur l'éphrine B2, une protéine hautement conservée présente chez de nombreux mammifères,,, et des trimères de protéines F assurant la fusion de la membrane virale avec la membrane plasmique de la cellule hôte, un effet collatéral étant la formation de grands syncytia résultant de la fusion de plusieurs cellules hôtes voisines sous l'effet de cette protéine virale ; la structure tridimensionnelle de la protéine d'attachement G a été établie par cristallographie aux rayons X. L'intérieur du virus est constitué d'un ARN viral et d'une protéine N de nucléocapside complexée avec une protéine L fonctionnant comme enzyme de type ARN polymérase ARN-dépendante elle-même liée à une phosphoprotéine P indispensable à l'activité enzymatique de la protéine L.

Structure schématique d'un Henipavirus permettant de situer ses six protéines structurelles et son enveloppe lipidique.

Comme les autres Henipavirus, le virus Nipah produit plusieurs protéines différentes à partir de l'unique gène P à la suite d'un processus d'édition des ARN messagers, dans ce cas par une modification post-transcriptionnelle consistant en l'ajout d'un ou deux résidus de guanosine au niveau d'un site d'édition du gène P avant sa transcription par les ribosomes de la cellule hôte : le gène P produit ainsi une protéine P à partir de l'ARN messager non modifié, une protéine V dans le cas de l'insertion d'un résidu de guanosine, et une protéine W dans le cas de l'insertion de deux résidus de guanosine ; un quatrième produit de transcription, la protéine C, résulte d'un cadre de lecture ouvert alternatif. Si la phosphoprotéine P contribue à l'activité ARN polymérase ARN-dépendante de la protéine L, les protéines V, W et C jouent un rôle d'inhibiteur des défenses antivirales de la cellule hôte, sans que les mécanismes exacts de leur mode d'action soit bien compris,.

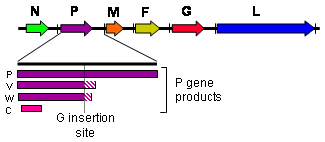
Schéma de l'organisation générique du génome des Henipavirus, représenté dans le sens 3’ vers 5’, indiquant les six protéines structurelles et les trois protéines inhibitrices des défenses antivirales des cellules hôtes, toutes trois issues du gène P,.

Compte tenu du danger biologique qu'il présente, le virus Nipah ne peut être manipulé que dans un laboratoire P4 ou BSL-4,.

## Histoire
Le virus Nipah a été découvert en 1999, à la suite d'une épidémie en Malaisie, avec les porcs comme hôtes intermédiaires, ce qui a eu pour conséquence l'abattage de plus d'un million de porcs,. Presque 300 cas humains ont été recensés, entraînant plus de 100 décès, ainsi qu'une perte économique importante.
En 2015, des recherches sur le virus Nipah ont été menées par le laboratoire P4 franco-chinois de Wuhan et par des équipes vétérinaires australiennes durant un an sur les roussettes de Nouvelle-Calédonie,,.
En septembre 2023 quelques cas mortels ont été diagnostiqués au Kerala en Inde. En janvier 2024, deux décès des suites d'une infection au virus Nipah ont été confirmés au Bangladesh. En 2024, le virus Nipah continue de poser un risque pour les populations humaines et animales en Asie du Sud-Est, avec des épidémies annuelles enregistrées principalement au Bangladesh et en Inde.

## Diagnostic
Le diagnostic du virus Nipah s'effectue par des tests de laboratoire pour détecter la présence du virus dans les échantillons biologiques. Les méthodes de diagnostic incluent la recherche de l'ARN du virus Nipah dans les échantillons de sang, de liquide cérébrospinal, de salive ou de tissus biologiques.
La recherche de l'ARN du virus Nipah est généralement effectuée par RT-PCR, qui est une méthode rapide et sensible pour détecter l'ARN du virus dans les échantillons biologiques. Les tests de sérologie peuvent également être utilisés pour détecter un antigène du virus Nipah dans les échantillons sanguins ou les échantillons de liquide cérébrospinal.